# Krzysztof Selmaj
Krzysztof Wojciech Selmaj (ur. 3 kwietnia 1955 w Łodzi) – polski lekarz, neurolog, profesor nauk medycznych.

## Życiorys
W 1980 ukończył studia w Akademii Medycznej w Łodzi, następnie podjął pracę w macierzystej uczelni. Pracę doktorską obronił w 1983, habilitował się w 1986, w 1993 otrzymał tytuł profesora nauk medycznych. Od 1995 kierował Katedrą i Kliniką Neurologii, po przekształceniu AM w Uniwersytet Medyczny kieruje Katedrą Neurologii. W swoich badaniach zajmuje się patogenezą neurologicznych chorób autoimmunologicznych, w tym w szczególności stwardnienia rozsianego, za prace w tym zakresie otrzymał Nagrodę Fundacji na rzecz Nauki Polskiej za 1994 rok.
W latach 2008–2011 był prezesem Polskiego Towarzystwa Neurologicznego. Jest członkiem korespondentem Polskiej Akademii Umiejętności.
Wśród wypromowanych przez niego doktorów znaleźli się: Andrzej Głąbiński, Anna Jurewicz, Marcin Mycko, Mariusz Stasiołek, Mariola Świderek-Matysiak, Maciej Juryńczyk.
W 2010 został odznaczony Złotym Krzyżem Zasługi, a w 2013 odznaką honorową „Za Zasługi dla Ochrony Praw Człowieka”.